# Космогенез міфологічний
Космогенез міфологічний — система міфологічних уявлень про виникнення світу.

## Зміст поняття
Основу всієї космогонічної міфології становить перехід від безладного хаосу до впорядкованого космосу (хаос являє собою морок, безодню або нескінченний водний чи повітряний простір). Слов'янська міфологія не зберегла до нашого часу повних текстів, де була б послідовно викладена цілісна система створення світу. Проте у фольклорі та народному мистецтві виявляються відгомони давніх космогонічних уявлень, різні версії світобудови, паралелі яким є у міфології інших народів:
- образ світового дерева;
- виникнення життя з яйця;
- із предвічних вод, із піни, мулу, піску, глини;
- із частин тіла творця (перша жертва);
- як наслідок боротьби богів.

Космогонічний процес відтворюється також у календарному річному ритуалі — на межі Старого і Нового року.